# Radnice v Rabí
Radnice v Rabí čp. 15 je novogotická budova památkově chráněná od roku 1958. Leží na severní straně náměstí pod zříceninou hradu Rabí, obklopena bývalými statky se štíty selského baroka.

## Historie
Rabí bylo městečkem od roku 1373, městem od roku 1499, znovu městečkem a od roku 1945 obcí. Obec požádala o opětovné přiznání statutu města, v roce 1999 byla žádost neúspěšná pro malý počet obyvatel, v roce 2010 úspěšná, od 1. dubna 2010 je Rabí znovu městem.
Radnice byla postavena ve stylu novogotiky v polovině 19. století, letopočet 1865 na fasádě je rokem její dostavby. Interiéry budovy byly později opakovaně upravovány. V roce 1908 byly na štít budovy přidány hodiny, v roce 1995 byly nahrazeny novými.

## Popis
Budova je jednopatrová se stupňovitým štítem, bočními klasicistními štíty zakončená sedlovou střechou. Uprostřed průčelí je vstupní portál se segmentovým záklenkem. V prvním patře mají okna výrazné šambrány.
Průčelí zdobí horizontální rustika a zdobený gotizující štít je ukončen třemi hranatými věžičkami se stanovými stříškami, na dvou postranních věžičkách jsou makovice.
Středem přízemí je veden průjezd s valenou klenbou. Místnosti vpravo od vstupních dveří mají plackové stropy, v patře jsou prostory s plochými stropy. Na levé straně z přízemí do patra bylo vybudováno novodobé schodiště. Vzadu v přízemí je vstup do sklepa.
Na rozlehlém dvoře bývalo hospodářské zázemí, stáje a stodola.